# Ріхард Фогт
Ріхард Фогт (нім. Richard Vogt; 19 грудня 1894, Швебіш-Гмюнд (нім. Schwäbisch Gmünd), Німецька імперія — 23 січня 1979, Санта-Барбара, США) — німецький інженер та авіаційний конструктор, працював у провідних світових авіабудівних фірмах, зокрема очолював авіаційні підрозділи компаній Kawasaki Heavy Industries та Blohm & Voss.

## Біографія
Ріхард Фогт народився 19 грудня 1894 у місті Швебіш-Гмюнд, королівство Вюртемберг, у великій родині — був сьомою дитиною з дванадцяти братів і сестер. Під час навчання у школі в Штутгарт-Каннштатт познайомився з Ернстом Хейнкелем. Сконструювавши у 1910 свій перший літальний апарат з трициліндровим двигуном «Анзані» (італ. Anzani), здобув початковий авіаційний досвід. Після закінчення школи рік працював на заводі з виробництва двигунів у Людвігсхафені. Учасник Першої світової війни, 1914 добровільно пішов на фронт, воював на Західному фронті у піхоті. Після важкого поранення у 1915 лікувався в шпиталі у рідному місті, згодом залишив військову службу, у 1916 знов в армії, отримав льотну підготовку.

## Авіаконструктор

### Початок кар'єри
Після повернення до цивільного життя у 1918 працював в компанії Цепелін (нім. Luftschiffbau Zeppelin) у місті Фридрихсхафен, де зустрів Клода Дорньє (нім. Claude Honoré Desiré Dornier; 1884—1969), котрий запропонував йому стати авіаконструктором. Із 1919 навчався на дворічних курсах у Вищій технічній школі Штутгарта, у 1922 отримав диплом інженера та працював помічником професора Олександра Баумана (нім. Alexander Baumann; 1875—1928) при кафедрі авіаційних та автомобільних систем. У 1923 отримав свій перший патент та захистив докторський ступінь. За дорученням Дорньє нетривалий час працював в Італії на фірмі CMASA, що виробляла літаючий човен Gs.II.

### Робота в Японії

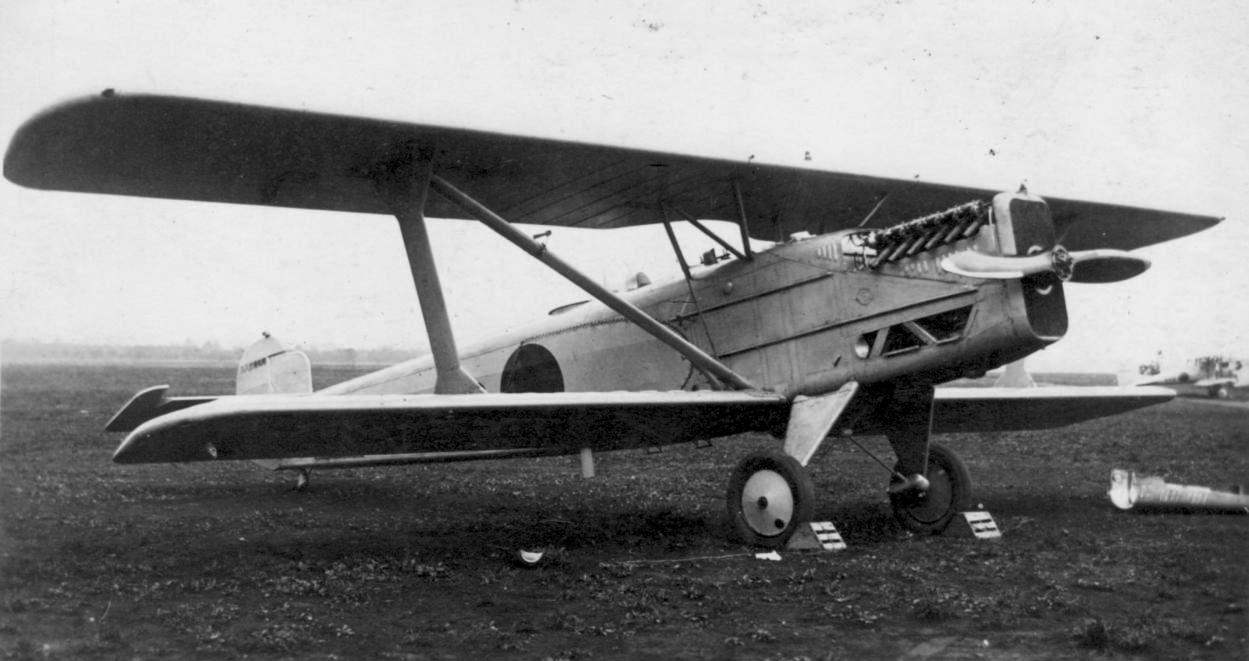
Біплан-розвідник KDA-2

Із 1923 по 1933 Ріхард Фогт працює в японському місті Кобе, в компанії Kawasaki Heavy Industries на виробництві літаків за ліцензією Dornier-Werke GmbH. Як головний конструктор розробив кілька моделей, включаючи KDA-5 (Type 92), свій перший літак в Японії, одномісний біплан-розвідник KDA-2 (Type 88), одномісний винищувач KDA-3. У розробці деяких літаків, приміром біплана-винищувача KDA-5 (Type 92) та біплана-розвідника KDA-6, йому асистував майбутній головний конструктор фірми Такео Дої (яп. 土井 武夫), котрий, після повернення у 1934 Фогта до Німеччини, став ключовою фігурою в конструкторському бюро Kawasaki.

### Третій Рейх

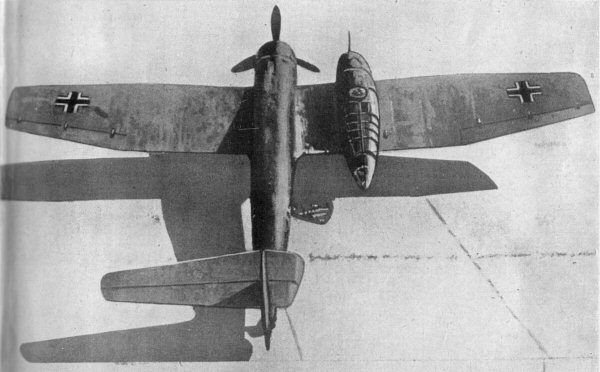
BV 141 з асиметричною будовою планера. Незважаючи на невелику кількість, одна з найвідоміших машин Фогта

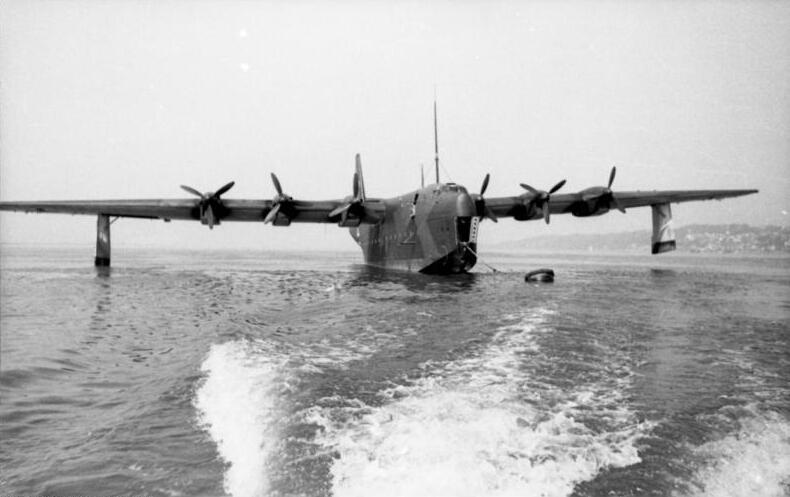
Blohm & Voss BV 238 на якірній стоянці

Наприкінці 1933 Ріхард Фогт отримав запрошення від компанії «Блом унд Фосс» (нім. Blohm & Voss) очолити її авіаційний відділ. Після повернення на початку 1934 з Японії, змінив на посту головного конструктора «Hamburger Flugzeugbau» Райнгольда Мевеса (нім. Reinhold Mewes) — майбутнього розробника багатоцільового літака Fi 156 Storch компанії Fieseler.
Першим літаком на нових теренах став одномісний навчально-тренувальний Ha 136. Далі під його керівництвом або за вагомим внеском з'явилися: океанський гідролітак-розвідник BV 138; поштовий, в подальшому транспортник та розвідник, океанський гідролітак Ha 139, з крилом типу перевернутої чайки та трубчастими лонжеронами, що слугували паливними баками; розвідник BV 141, з асиметричною будовою планера; BV 142 — сухопутна версія Ha 139; важкий та надважкий гідролітаки BV 222 та BV 238, а також літаки з інших численних проектів, зокрема висотний перехоплювач BV 155, реактивні винищувачі і бомбардувальники.
У 1942 Фогт запропонував проект 202, літака з суцільноповоротним (косим) крилом, проте розвиток ця концепція в той час не отримала.

#### Планер-винищувач BV 40
Пропозиція Фогта по створенню планера-винищувач була прийнята у 1943, а до весни 1944 Blohm und Voss BV 40 був готовий до випробувань. Однією з основних переваг планера було б те, що його передбачалося виробляти без застосування дефіцитних матеріалів (наприклад, алюмінію). За задумом конструктора планер міг практично непомітно (через вельми малі розміри) для стрільців бомбардувальників наблизитися на дистанцію ефективного вогню 30-мм гармат.
Перші льотні випробування прототипу BV 40 V1 відбулися наприкінці травня 1944. До середини липня 1944 основна програма випробувань була завершена: на висоті 2000 метрів була досягнута швидкість 470 км/г, а розрахункова швидкість в піке передбачалася близько 900 км/г.
Конструкція була гранично проста: кабіна з бронелистів, найпотужніший, лобовий, мав товщину 20 мм, ноги пілота захищав 8 мм бронелист. Центральна секція фюзеляжу виконувалася з клепаного металу, до якої дерев'яна хвостова секція кріпилася болтами. Крила з дерев'яним каркасом обшитим фанерою, броньоване 120 мм лобове скло. Пілот в BV 40 не сидів, а лежав на животі, впираючись підборіддям у спеціальну стійку. Планер-перехоплювач піднімався б на висоту звичайним винищувачем. Для зльоту як шасі використовувався двоколісний візок, що скидався після зльоту, а для посадки — лижа, що забирається. Програму згорнули на початку осені 1944.

### Сполучені Штати Америки
Наприкінці Другої світової війни був узятий під варту і допитаний британськими спецслужбами, проте відмовився від пропозиції британського уряду щодо роботи, але прийняв її від США. Подібно багатьом іншим німецьким конструкторам і вченим, що після війни покинули Німеччину, Фогта в межах Операції «Скріпка», було направлено до Сполучених Штатів. Там, із 1947 по 1954, він працював цивільним службовцем у дослідній лабораторії ВПС США в Дейтоні.
У 1955 відхилив пропозицію від Вальтера Блома (нім. Friedrich Walther Blohm; 1887—1963) про повернення до роботи у «Blohm & Voss». Згодом, також, було відхилено запрошення від Штутгартського університету очолити відділ аеронавтики.
По 1960, поки компанія не вирішила припинити цей напрямок бізнесу, працював провідним інженером в американській багатогалузевій корпорації Curtiss-Wright. Із серпня 1960 до серпня 1966 працює в команді Джорджа С. Шерера (англ. George Schairer), що був головним аеродинаміком компанії Боїнг. Тут Фогт бере участь в розробці систем вертикального зльоту та суден на підводних крилах; досліджує вплив довжини й форми крил на дальність та тривалість польоту.

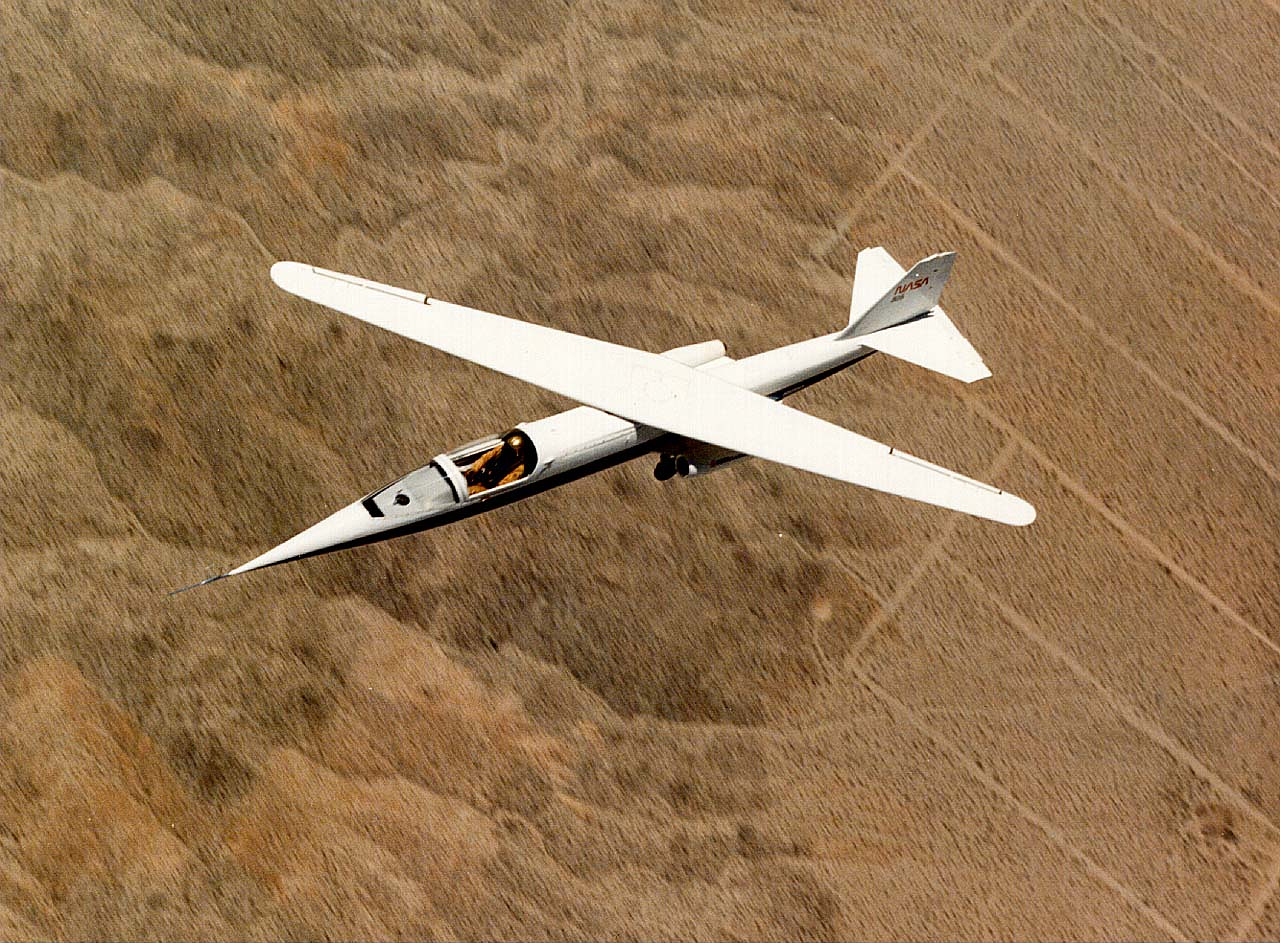
У 70-х роках винахід Фогта був втілений на дослідному літаку з косим крилом NASA AD-1

Фогт працював над секретним проектом бомбардувальників з ядерними енергетичними установками. Проект було скасовано у зв'язку з нерозв'язними труднощами із застосування бортових реакторів.

## Останні роки
Після відходу з Boeing, Ріхард Фогт розробляв безпечні вітрильники, захищені від перекидання, згодом сів за написання мемуарів. Жив у Каліфорнії, яку він любив і був, як він висловлювався, «американцем». У 1977 пожежа повністю знищила його будинок, що призвело до втрати багатьох особистих та технічних документів. 23 січня 1979 помер від інфаркту міокарда в Санта-Барбарі, штат Каліфорнія, у віці 84 років. Фогт був одружений і мав двох синів.

## Літаки Ріхарда Фогта

### Японія
- Kawasaki KDA-2 (Type 88) — біплан-розвідник (1927, 710 побудовано)
- Kawasaki KDA-3 — одномісний винищувач (1928, 3 побудовано)
- Kawasaki KDA-5 Тип 92 — біплан-винищувач (1930, 385 побудовано)

### Третій Рейх
Перелік не повний
- Blohm & Voss Bv 40 — планер-винищувач
- Blohm & Voss Bv 136 — навчально-тренувальний
- Blohm & Voss Bv 137 — пікіруючий бомбардувальник
- Blohm & Voss BV 138 — літаючий човен, дальній розвідник
- Blohm & Voss Ha 139 — поплавковий дальній поштовий літак, потім дальній морський розвідник
- Blohm & Voss Ha 140 — поплавковий бомбардувальник-торпедоносець
- Blohm & Voss BV 141 — тактичний розвідник
- Blohm & Voss BV 142 — дальній морський розвідник, версія для сухопутного базування Ha 139
- Blohm & Voss BV 155 — висотний винищувач
- Blohm & Voss BV 222 — важкий транспортний літаючий човен
- Blohm & Voss BV 238 — важкий багатоцільовий літаючий човен
- Blohm & Voss BV 246 — керована авіаційна бомба класу «повітря-земля»

### Виноски
1. ↑  З максимальною швидкістю 335 км/г — був одним з найшвидших винищувачів початку 1930-х в світі, проте інші важливі льотні характеристики виявилися посередніми
2. ↑  Через 25 років після винаходу Фогта, NASA знов «винайшло» суцільноповоротнє крило та досить успішно випробувало його на дослідному літаку з косим крилом NASA AD-1[en], що вперше злетів 21 грудня 1979[11]
3. ↑  Літак вертикального злету і посадки здатний злітати й сідати при нульовій горизонтальній швидкості використовуючи тягу двигуна, що спрямована вертикально. Також близьким за типом літаком є конвертоплан
Судно на підводних крилах — тип швидкісного судна з глісерним принципом підтримки, у якого під корпусом розташовані спеціальні крила. На високій швидкості за рахунок створюваної цими крилами підйомної сили судно піднімається над водою
4. ↑  Фогт доказав, що невеликі розширення з обох закінцівок крил поліпшують аеродинаміку й керованість літака, а також дальність та тривалість польоту. Цей винахід широко використовуються в конструкції сучасних літаків